# Gillekop
Gillekop er en dansk stumfilm fra 1919, der er instrueret af August Blom efter manuskript af Carl Th. Dreyer.

## Handling
Den unge student Jacob Pors, der er ansat som huslærer for godsejer Jesper Nørholms småbørn, er hemmelig forlovet med godsejerens ældste datter, Agnete. Hver aften, når skoletimerne er sluttede, plejer de to unge at gå turen ud til Tvilshøj, der ligger et stykke borte fra gården, og Jacob Pors, der i sin fritid skriver skønne digte, læser da gerne det sidste digt, han har forfattet, op for Agnete. En aften, da de sidder på Tvilshøj, kommer en af egnens originaler - "Lodne Ane" - forbi. De får hende til at fortælle sagnet om trolden Gillekop, der ifølge folkeovertroen skal bo i højen. På vejen hjem bliver parret enige om, at Jacob Pors skal anholde om Agnetes hånd. Uheldigvis har Jesper Nørholm netop besluttet, at hans datter må have en mand, der har forstand på landvæsenet, således at han kan tage sig af godset, og Jacob Pors får et afslag. I stedet for at lade sig beherske af fornuften giver Jacob Pors sig sin sårede stolthedsfølelse og sin trods i vold. Han pakker sine sager uden at tage afsked og sætter sig på vejen på Tvilshøj, hvor han falder i søvn. I sine drømme ser han ned i Gillekops hule, hvor trolden står på spring op til jorden, og kort efter står denne - omskabt til menneske - ved siden af den sovende Jacob. Trolden vækker digteren og roser ham for digtene. Med på vejen til byen får Jacob Pors af Gillekop en skrivelse til redaktør Joakim af "Faklen", en for sin hensynsløse pen berygtet journalist.
Gillekop forsvinder atter ned i sin hule, hvor han gnider sine hænder. Han har mærket, at Jacob Pors har ladet sig friste, og Gillekops mål er nu ene og alene at få Jacob Pors til at svigte sin kæreste. I byen forsøger Jacob Pors at få udgivet en digtsamling, men da dette mislykkes opsøger han redaktør Joakim og bliver straks antaget som varietéanmelder. For anden gang gnider Gillekop sig i hænderne. Nu er Jacob Pors inde på skråplanet, og en tvekamp begynder mellem den onde trold og den gode fe, der usynlig synes at følge Jacob Pors overalt på hans færd. Resultatet bliver, at den unge digter svigter den unge pige til fordel for en simpel varietésangerinde. Da dette mål er nået, har Gillekop kun tilbage at lokke Jacob Pors ud til Tvilshøj. Derude afslører trolden sig først, og Jacob Pors må følge ham ned i hulen. Nu er det hans tur i en trolds skikkelse at passe den evige ild. Skoggerleende lader Gillekop og hans onde kælling afløseren tilbage i hulen. I dette øjeblik vågner Jacob Pors, drømmen er til ende. Det er morgen. Han forstår, at forsynet har haft sin mening med drømmen, og han begiver sig tilbage til godset. På vejen møder han Agnete, og de går sammen til hendes strenge far for at fortælle ham, at Jacob Pors har fortrudt sin halsstarrighed. Han er helbredt for sine digternykker og ofrer gerne de mulige laurbær, som kunsten og berømmelsen har forbeholdt ham, for at måtte leve i lykke og forståelse med den kvinde, han elsker.

## Medvirkende
- Frederik Jacobsen - Gillekop, trold
- Doris Langkilde - Gillekops kælling
- Gunnar Sommerfeldt - Jacob Pors, digter
- Peter Nielsen - Jesper Nørholm, godsejer
- Marie Dinesen - Godsejerens hustru
- Johanne Fritz-Petersen - Agnete, Nørholms datter
- Charles Wilken - Bastholm, magister
- Bertel Krause - Joakim, redaktør af "Faklen"
- Birger von Cotta-Schønberg
- Stella Lind
- Maggi Zinn